# Ebba-Margareta von Freymann
Ebba-Margareta von Freymann (geborene Ebba-Margareta de Pers; * 13. Dezember 1907 in Wien; † 20. November 1995 in Hildesheim) war eine österreichische Schriftstellerin und Übersetzerin. Sie war die erste Übersetzerin einiger Gedichte von J. R. R. Tolkien ins Deutsche.

## Leben
Ebba-Margareta von Freymann wurde 1907 in Wien geboren. Ihre Eltern sind der Österreicher Carlo Marquis de Pers und die Schwedin Karin Gillblad. Da sie in ihrer Kindheit in Österreich zur Schule ging und die Sommermonate in Schweden verbrachte, wuchs sie zweisprachig auf. Schon als Jugendliche schrieb und veröffentlichte sie Gedichte.
Durch ihre Verwandten in Schweden lernte sie den finnischen Geschäftsmann Ernst Felix von Freymann kennen, den sie im Oktober 1929 heiratete.
Mit ihm kam sie nach Helsinki, doch der Krieg zwang die Familie dazu, aus Finnland nach Deutschland zu flüchten. Im Januar 1950 verstarb ihr Mann. Nachdem sie 19 Jahre allein verbracht hatte, zog sie zu ihrer Tochter Thelma Elisabeth von Freymann (* 1932) nach Söhre bei Hildesheim. Dort übersetzte sie Gedichte von J. R. R. Tolkien aus dem Englischen, was ihr großen Erfolg einbrachte. Im November 1995 starb Ebba-Margareta von Freymann.

## Übersetzungen
- Die Abenteuer des Tom Bombadil und andere Gedichte aus dem Roten Buch. Cotta, Stuttgart 1984, ISBN 3-608-95009-5.
- Bilbos Abschiedslied. Schreiber, Esslingen 1991, ISBN 3-480-14249-4.
- Lieder der Hobbits. Drei Bände. Klett-Cotta, Stuttgart 1993, ISBN 3-608-93285-2.